# 醃黃瓜先生
《醃黃瓜先生》是一部美國黑色喜劇卡通影集（成人），由Adult Swim製作。故事圍繞在古德曼家族和其所居住之小鎮的故事，以家族中6歲的小男孩湯米所飼養的邊境牧羊犬醃黃瓜先生（Mr. Pickles）作為主角，情節中包含許多血腥、暴力、明示或暗示的性行為以及惡魔崇拜的畫面。試播集於2013年8月25日推出，第一季於2014年9月21日至2014年11月23日推出。第二季則於美國時間2016年4月17日午夜播出，第三季於美國時間2018年2月25日午夜播出。

## 故事大綱
在一個老舊的社區中，古德曼家族裡的6歲兒子湯米，和他養的一隻邊境牧羊犬「醃黃瓜先生」過著荒誕的日常生活。醃黃瓜先生是一隻看似無辜、喜歡吃醃黃瓜的狗，但除了湯米的外公以外，沒有人知道醃黃瓜先生其實是一個惡魔，牠殘酷、狡詐而且殺人無數，如果有任何人傷害湯米或惹惱了醃黃瓜先生，醃黃瓜先生就會兇殘地將他們殺死，牠經常會重組並復活牠殺害的對象，然後把他們關進自己狗屋底下的秘密巢穴。

## 角色

### 醃黃瓜先生
Mr. Pickles，主角之一。
是一隻邊境牧羊犬。因為愛吃醃黃瓜，加上湯米因醃黃瓜先生乖巧而給予它醃黃瓜，故有此名。
忠心於湯米和其家人，一旦發生危險時會毫不猶豫地救他們；而被它綁架的人則需要忠心於它。
在眾人面前是一隻弱小乖巧的狗，深受大家喜愛，但實際上是殘忍暴戾的殺戮者。除了喜歡剝人皮，砍人頭，咬腸子之外，也喜歡綁架、做愛、喝酒等。最喜歡玩弄湯米的外公，目前只有湯米的外公知道醃黃瓜先生做過的所有事蹟。醃黃瓜先生的狗窩有一扇找不到的門，門裡面其實是類似地獄的大空間，裡面都是醃黃瓜先生的收藏品，例如奴隸，囚禁的人（他們如果逃走或是反抗就殺無赦）。在裡面幫它們做一些人體實驗之類的。但它絕對不會把真實的一面表露出湯米及其家人（外公除外）和小鎮的人。
就算遇到再強再大的動物，只要醃黃瓜先生念出惡魔咒語，動物也要服從於它及任它操控。但若是有人類血統或者沒有耳朵（如蛇）的動物則可以對魔咒免疫

於第二集開始只殺壞人以及對湯米不利的人（也包括自己的僕人），絕不傷害無辜的人民。

### 湯米（湯米·古德曼）
Tommy Goodman，主角之一。
是一個6歲的小男孩以及醃黃瓜先生的主人，患有先天性腿殘疾，需要依靠矯正器才能行走。
每當醃黃瓜先生乖巧時就會給予醃黃瓜作為獎勵。
天真無邪、純潔遲鈍的小男孩，即使遭受他人的取笑也毫不在乎。

### 外公（亨利·蓋柏布拉柏）
Henry Gobbleblobber，湯米的外公。
唯一討厭醃黃瓜先生的人，也是外界裡唯一知道醃黃瓜真面目并还活着的人。
每次總是因為被醃黃瓜先生的惡作劇惡整而對它感到相當反感，一直對家人說醃黃瓜是一隻惡魔。
雖然一直跟大家說醃黃瓜先生的惡魔殺戮還有惡作劇過程，但沒有證據而總被當成是神經病。
發現證據時立即打電話給警長報案，但警長到來時證據已經不見而銷案，也多次被警長警告再胡鬧就把他關在精神病院。
於第一季最後一集發現醃黃瓜先生的地獄空間，正當在錄影以獲得證據的時候被史蒂夫奪走，後被醃黃瓜先生玩弄後叫史蒂夫把外公離開這個空間，卻也因為這個事情而被關在精神病院。
於第二季被醃黃瓜先生從精神病院救出來，之後將主要目標轉移至史蒂夫，並於第二季最後一集發現史蒂夫的真面目其實是自己的妻子「愛妮絲」。
在第三季第十集，被醃黃瓜先生陷害，被通緝中，將會在墨西哥流亡。

### 史蒂夫（愛妮絲）
Steve，醃黃瓜先生的寵物，其真實身分為湯米的外婆「愛妮絲（Agnes Gobbleblobber）」，能和醃黃瓜先生進行溝通，第二季最後一集被亨利意外發現真面目。
第三季她說出實情羞辱了媽媽和湯米惹醃黃瓜先生發怒，不小心在大家面前說出實話後被經過的快遞車撞得四分五裂。
之後醃黃瓜先生再度讓她復活，為了贖罪不讓所有人民知道醃黃瓜先生的真面目，自行犧牲摧毀外太空M衛星有關與醃黃瓜先生的記憶（得知是被迫威脅）。此外醃黃瓜先生已養了3隻新的史蒂夫。

### 媽媽（貝弗莉·古德曼）
Beverly Goodman，湯米的母親，巨乳細腰翹臀的圍裙辣媽，總是被醃黃瓜先生性騷擾卻渾然不覺，看似無腦不會拒絕別人，常跟琳達買雜物。

### 爸爸（史丹利·古德曼）
Stanley Goodman，湯米的父親，是電話推銷員，總是被自己的老闆壓榨。

### 警長
Sheriff，小鎮的警長，個性幼稚，是個十足的媽寶。
第三季他首次喝酒，他上了一頭巨乳母狼而童貞畢業。

### 彭詹金斯先生
Mr. BoJenkins，超級富豪，小鎮裡最風流的男人，上過全小鎮的美女，警長老媽也上過，幫助警長轉大人的主要人物

### 琳達
Linda，鄰居，噁心的邋遢婦女，用她的話語賣湯米媽媽雜物。
同時在醃黃瓜先生S03E05這集裡，琳達其實是個很善良的人，但她的奶也越來越垂。

### 刀鋒
Blade，真名叫「路易斯（Lewis）」，是個超級駭客，因身體裝上維生機器只能靠吃生魚維生（有時還會出現跳針狀況），形似史蒂芬·霍金。

### 太空海豚警探
Astronaut Dolphin Detective，在醃黃瓜先生裡面的卡通的卡通主角。他是隻海豚警探，實際是個大毒梟。

### 大腳（維諾·皮薩瑞里）
Vino Pizzarelli，原本是醃火腿家族最有名的殺手，被警察逮捕之後被逼供出賣整個家族，聯邦調查局為了防止他被殺，將其改造成大腳。
有兩任老婆，第一任是一頭鹿，被獵人獵殺，生了一個兒子「鹿男（Dear Boy）」，第二任是一頭貓頭鷹。

## 外部連結
- 互联网电影数据库（IMDb）上《醃黃瓜先生》的资料（英文）
- YouTube上的Mr. Pickles pilot